# Jamie Baulch
James Steven Baulch (Nottingham, 3 maggio 1973) è un ex velocista britannico, specializzato nei 400 metri piani.
Vinse la medaglia d'oro nei 400 metri ai Campionati del mondo indoor del 1999. Come membro della squadra britannica della staffetta 4×400 metri, divenne campione mondiale nel 1997, e vicecampione olimpico nel 1996. Rappresentò il Galles ai Giochi del Commonwealth, dove vinse un argento e un bronzo, sempre con la staffetta 4×400 metri.

## Palmarès
| Anno                                  | Manifestazione          | Sede         | Evento      | Risultato | Prestazione | Note             |
| ------------------------------------- | ----------------------- | ------------ | ----------- | --------- | ----------- | ---------------- |
| In rappresentanza della Gran Bretagna |                         |              |             |           |             |                  |
| 1992                                  | Mondiali juniores       | Seoul        | 4x100 m     | Oro       | 39"21       |                  |
| 1996                                  | Giochi olimpici         | Atlanta      | 4×400 m     | Argento   | 2'56"60     | Record nazionale |
| 1997                                  | Mondiali indoor         | Parigi       | 400 m piani | Argento   | 45"62       |                  |
| 1997                                  | Mondiali                | Atene        | 4x400 m     | Oro       | 2'56"65     |                  |
| 1998                                  | Europei                 | Budapest     | 4×400 m     | Oro       | 2'58"68     |                  |
| 1999                                  | Mondiali indoor         | Maebashi     | 400 m piani | Oro       | 45"73       |                  |
| 2000                                  | Giochi olimpici         | Sydney       | 400 m piani | Batteria  | 46"52       |                  |
| 2000                                  | Giochi olimpici         | Sydney       | 4×400 m     | 5º        | 3'01"22     |                  |
| 2002                                  | Europei                 | Monaco       | 4×400 m     | Oro       | 3'01"25     |                  |
| 2003                                  | Mondiali indoor         | Birmingham   | 400 m piani | Bronzo    | 45"99       |                  |
| In rappresentanza del Galles          |                         |              |             |           |             |                  |
| 1998                                  | Giochi del Commonwealth | Kuala Lumpur | 4×400 m     | Bronzo    | 3'01"86     |                  |
| 2002                                  | Giochi del Commonwealth | Manchester   | 4×400 m     | Argento   | 3'00"41     |                  |

## Altre competizioni internazionali
1997
- Coppa Europa di atletica leggera ( Monaco di Baviera)

1998
- Coppa Europa di atletica leggera ( San Pietroburgo)

2000
- Coppa Europa di atletica leggera ( Gateshead)